# 金山铁路黄浦江特大桥
金山铁路黄浦江特大桥是金山铁路支线跨越黄浦江的工程。大桥位于原松浦大桥下游27米处，为双线铁路专用桥，全长3518.17米，跨越江面主桥长456米，主跨为四孔钢桁梁。
大桥于2011年3月22日贯通，进入铺轨阶段。
随着2012年9月28日，市域金山线投入试运营，该桥也投入使用。原来的松浦大桥下层铁轨不再使用，原松浦大桥被列入计划改造。